# Ramiro I. (Asturien)

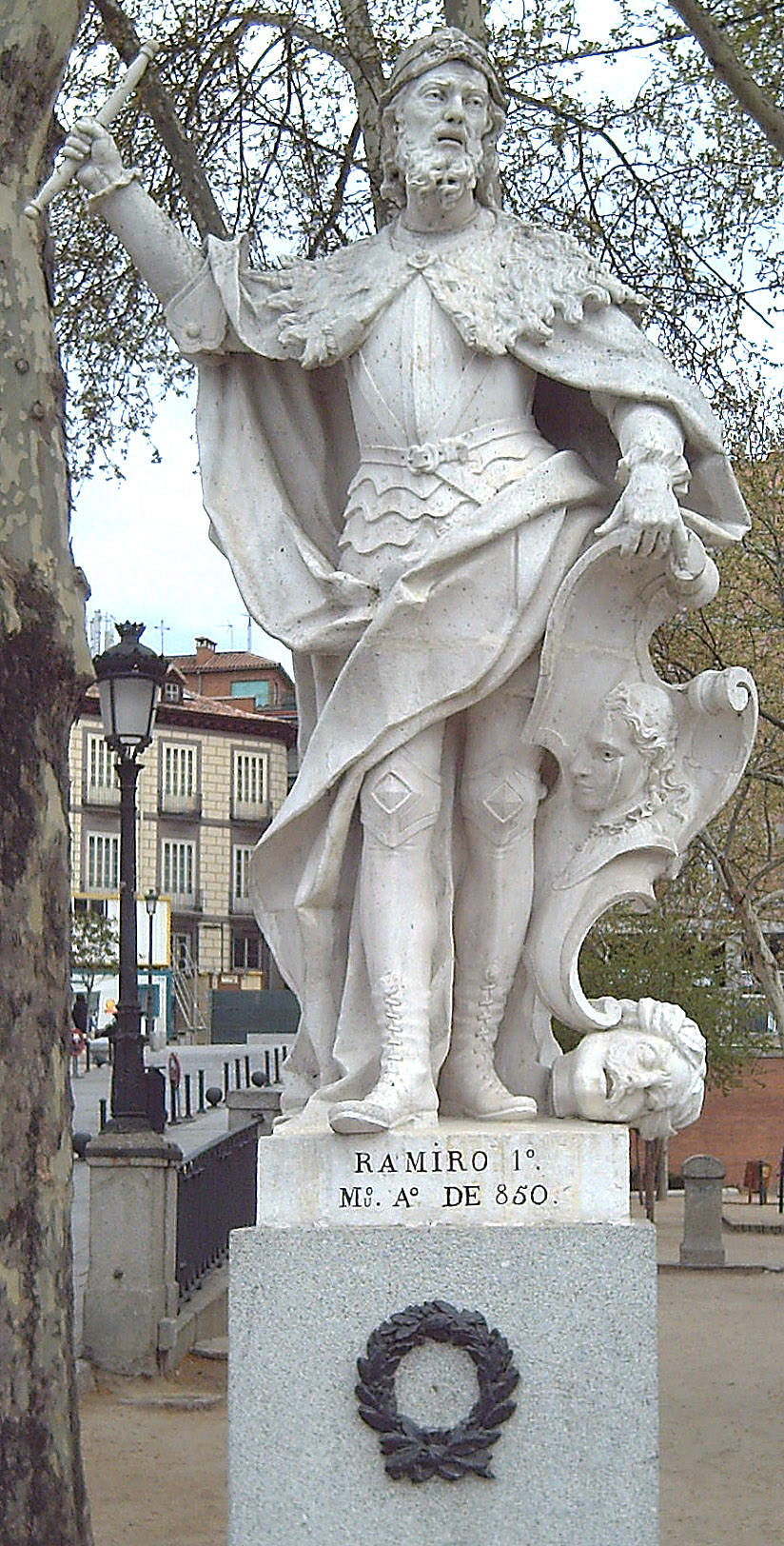
Statue Ramiros (1750–53, Madrid)

Ramiro I. (* um 790; † 1. Februar 850 in Oviedo) war von 842 bis 850 König von Asturien. Er war ein Sohn des Königs Bermudo I., der im Jahre 791 zugunsten von Alfons II. abgedankt hatte. Nach dem Tod des kinderlosen Alfons wurde Ramiro zum König gewählt. Möglicherweise war er schon vorher von Alfons zum Mitregenten erhoben worden. Als Alfons starb, hielt sich Ramiro gerade fern der Hauptstadt Oviedo auf. Diesen Umstand nutzte ein Verwandter des verstorbenen Königs namens Nepotianus, um sich zum Gegenkönig erheben zu lassen. Ramiro sammelte seine Truppen in Galicien und ging dann zur Offensive über. Während Ramiro offenbar die Unterstützung der Galicier hatte, stützte sich Nepotianus auf asturische und baskische Truppen. Nepotianus wurde in der Schlacht am Río Narcea besiegt, auf der Flucht gefangen genommen, geblendet und dann in ein Kloster gesteckt. Später kam es noch wiederholt zu Verschwörungen bzw. Aufständen gegen Ramiro. Ein Plünderungszug von Normannen wurde 844 abgewehrt. Zweimal kam es zu Kämpfen mit den Truppen des Emirs Abd ar-Rahman II., über deren Verlauf widersprüchliche Nachrichten vorliegen.
Ramiro soll einer Legende zufolge in der Schlacht von Clavijo einen Sieg über die Muslime errungen haben, doch wird dieser Bericht von der Forschung als unglaubwürdig eingestuft. Entweder ist die „Schlacht von Clavijo“ frei erfunden oder es handelt sich um eine Verwechslung mit einem Gefecht, das erst nach Ramiros Tod stattfand. Frei erfunden ist die Legende, wonach Ramiro den Muslimen einen traditionellen Tribut verweigerte und es daraufhin zum Krieg kam. Auch die angeblich von ihm eingeführte Abgabe Voto de Santiago an die Kathedrale von Santiago de Compostela, die in Spanien jahrhundertelang zu entrichten war, geht nicht auf Ramiro zurück. Eine Urkunde, in der behauptet wird, der König habe als Dank an den Apostel Jakobus (Santiago) für den Sieg bei Clavijo die jährliche Abgabe zugunsten von dessen Kirche angeordnet, ist gefälscht.
Unweit von Oviedo, auf dem Berg Naranco, errichtete Ramiro die Kirche San Miguel de Lillo sowie ein Palatium, das für die Abhaltung von Hofversammlungen geeignet war. Ramiro starb in Oviedo und wurde dort beigesetzt.
Ramiros Gemahlin hieß Paterna. Da er sie erst im Jahre 842 heiratete, kann sein Sohn und Nachfolger Ordoño I., der damals bereits am Leben war, nicht aus dieser Ehe stammen.